# Comparaison de panneaux de signalisation routière inspirés du système américain
 (octobre 2024).
Si vous disposez d'ouvrages ou d'articles de référence ou si vous connaissez des sites web de qualité traitant du thème abordé ici, merci de compléter l'article en donnant les références utiles à sa vérifiabilité et en les liant à la section « Notes et références ».
 (octobre 2024).
- Si vous ne connaissez pas le sujet, laissez ce bandeau (vous pouvez alors contacter les auteurs).
- Si vous supprimez le contenu mis en cause (vous pouvez préalablement contacter les auteurs),

argumentez précisément cette suppression dans la page de discussion
(un manque de référence n'est pas un argument ; une recherche réelle de référence doit avoir été effectuée, être formellement documentée).
La plupart des panneaux utilisés en Amérique sont généralement influencés par le Manual on Uniform Traffic Control Devices (MUTCD), publié pour la première fois en 1935, ce qui reflète l'influence des États-Unis sur la région. Des pays situés sur d'autres continents utilisent eux aussi des panneaux inspirés du MUTCD, comme l'Australie, l'Indonésie, l'Irlande, le Japon, la Malaisie et la Nouvelle-Zélande. Ce sont également des pays où on roule du côté gauche de la route.
De plus de nombreux pays américains ont choisi de respecter la Convention de Vienne sur la signalisation routière : le Brésil, le Chili, le Costa Rica, Cuba, l'Équateur, le Guyana, le Mexique et le Venezuela. De ceux-ci, seuls le Chili, Cuba et le Guyana ont effectivement ratifié le traité ; malgré-tout, quasiment tous les pays américains utilisent des panneaux de forme carrée de type MUTCD.

Panneau marquant l'arrêt obligatoire au Québec

Cependant les différences de langages induisent de substantielles variations entre ces panneaux. Par exemple, au Québec, le panneau « STOP » est remplacé par un panneau de forme identique, mais supportant le mot « ARRÊT ».

## Différences entre les panneaux de type MUTCD
La plupart des différences entre ces panneaux se situent au niveau : 
- du graphisme et des symboles employés ;
- de l'utilisation de panneaux carrés ou ronds ;
- des variations de langages, notamment sur les panneaux marquant l'arrêt obligatoire, où, contrairement à l'Europe où on retrouve le « STOP » dans tous les pays, c'est le langage local qui est inscrit sur le panneau.

### Langages
|                   | Argentine | Australie      | Brésil                   | Canada anglophone | Québec | Chili                             | Colombie  | Indonésie                                            | Irlande             | Japon                          | Malaisie                         | Mexique                                                  | Nouvelle Zélande                                    | Panama    | Pérou          | Philippines                            | États-Unis                                    | Uruguay   |
| ----------------- | --------- | -------------- | ------------------------ | --- | --- | --------------------------------- | --------- | ---------------------------------------------------- | ------------------- | ------------------------------ | -------------------------------- | -------------------------------------------------------- | --------------------------------------------------- | --------- | -------------- | -------------------------------------- | --------------------------------------------- | --------- |
| Conduit à ...     | Droite    | Gauche         | Droite                   | Droite | Droite | Droite                            | Droite    | Gauche                                               | Gauche              | Gauche                         | Gauche                           | Droite                                                   | Gauche                                              | Droite    | Droite         | Droite                                 | Droite                                        | Droite    |
| Langue principale | Espagnol  | Anglais        | Portugais                | Anglais | Français | Espagnol                          | Espagnol  | Indonésien                                           | Gaélique et anglais | Japonais                       | Malais                           | Espagnol                                                 | Anglais                                             | Espagnol  | Espagnol       | Anglais                                | Anglais                                       | Espagnol  |
| Langue secondaire |           |                |                          | - Français Au Nouveau-Brunswick et autres régions francophones, ainsi que dans les lieux gérés par l'État. - Dialectes indigènes Dans les réserves indiennes et les terres de ceux-ci. | - Anglais Rare, utilisé principalement à l'ouest de Montréal et au Nunavik - Dialectes indigènes Dans les réserves indiennes et les terres de ceux-ci. |                                   |           | - Anglais Sites touristiques et panneaux indicateurs |                     | - Anglais Panneaux indicateurs | - Anglais Panneaux indicateurs   |                                                          | - Maori Sur certains panneaux indicateurs bilingues |           |                | - Filipino                             | - Espagnol Puerto Rico                        |           |
| Police d'écriture | Helvetica | Highway Gothic | Highway Gothic (modifié) | Clearview, Highway Gothic (change selon la province) | Clearview, anciennement Highway Gothic | Ruta CL, autrefois Highway Gothic | Helvetica | Clearview, anciennement Highway Gothic               | Transport           | 新ゴ (Shingo)                  | LLM, anciennement Highway Gothic | Tipografía México, anciennement Highway Gothic (modifié) | Highway Gothic                                      | Helvetica | Highway Gothic | Clearview, anciennement Highway Gothic | Clearview ou Highway Gothic (selon les États) | Helvetica |

### Différences par rapport aux unités

Rappel de l'unité en vigueur au Québec situé peu après la frontière américaine.

- Rappel de l'unité en vigueur au Québec situé peu après la frontière américaine.Tous les pays, si ce n'est les États-Unis (la Grande-Bretagne est en cours de métrification), utilisent le système métrique. Nombre d'entre eux marquent cette différence par l'emploi d'unités distinctes[pas clair].
- Le Brésil, l'Indonésie, l'Irlande, le Mexique, le Panama, le Pérou et une partie du Canada (Colombie-Britannique, Ontario et Yukon) mentionnent l'unité (km/h) employée sur leurs panneaux de limitation de vitesse. Au Canada et en Irlande, le passage du système impérial au système métrique résulte d'un récent[Quand ?] processus de réflexion.

Panneau utilisé en Colombie-Britannique, près de la frontière avec les Etats-Unis afin de rappeler aux conducteurs américains que le Canada emploie le système métrique. On peut noter également que la limitation en unités impériales (panneau de gauche) est rapportée sur un panneau de type canadien, et non un panneau MUTCD comme c'est le cas aux États-Unis.

- Panneau utilisé en Colombie-Britannique, près de la frontière avec les Etats-Unis afin de rappeler aux conducteurs américains que le Canada emploie le système métrique. On peut noter également que la limitation en unités impériales (panneau de gauche) est rapportée sur un panneau de type canadien, et non un panneau MUTCD comme c'est le cas aux États-Unis. Les panneaux indiquant la vitesse conseillée mentionnent en général l'unité employée, même si ce n'est pas le cas en Nouvelle-Zélande. Les États-Unis utilisent eux le mille par heure (mph).
- Sur les restrictions de longueur, largeur ou hauteur sont presque tout le temps mentionnées les unités (tonnes ou mètres) ; aux États-Unis, la short ton est utilisée sans être distinguée de la tonne métrique.
- Les panneaux canadiens et mexicains situés près de la frontière avec les Etats-Unis mentionnent souvent à la fois les unités métriques et impériales, afin de rappeler aux conducteurs américains qu'ils entrent sur un territoire utilisant le système métrique. L'inverse n'est cependant pas vrai aux États-Unis.
- Dans les années 1970, les États-Unis ont commencé à planifier leur transition vers le système métrique. Le Metric Conversion Act de 1975 marqua le début de ce processus, qui fut arrêté en 1982. Malgré tout, le MUTCD établit toujours des versions métriques des panneaux indiquant les limitations de vitesse. De plus, certaines autoroutes comme l'Interstate 19 dans l'Arizona possèdent une signalisation métrique partielle.

### Différences au niveau de la couleur

#### Panneaux d'avertissement

Les pays en jaune utilisent les panneaux d'avertissement MUTCD.

- Les pays en jaune utilisent les panneaux d'avertissement MUTCD.Quasiment tous les panneaux d'avertissement de type MUTCD sont de couleur jaune et en forme de losange ; quelques-uns emploient une couleur jaune-vert fluorescente afin d'attirer une attention particulière sur un danger quelconque. On trouve seulement quelques exceptions à cela : Panneau type MUTCD

Panneau type MUTCD

  - Des panneaux de forme pentagonale sont utilisés pour signaler la présence d'une école aux États-Unis, au Mexique[1], en Malaisie et dans la majorité du Canada. Au Japon ainsi qu'aux Philippines, des panneaux de forme pentagonale signalent les passages piétons.

Panneau signalant la présence d'une école aux États-Unis
Panneau utilisé au Québec
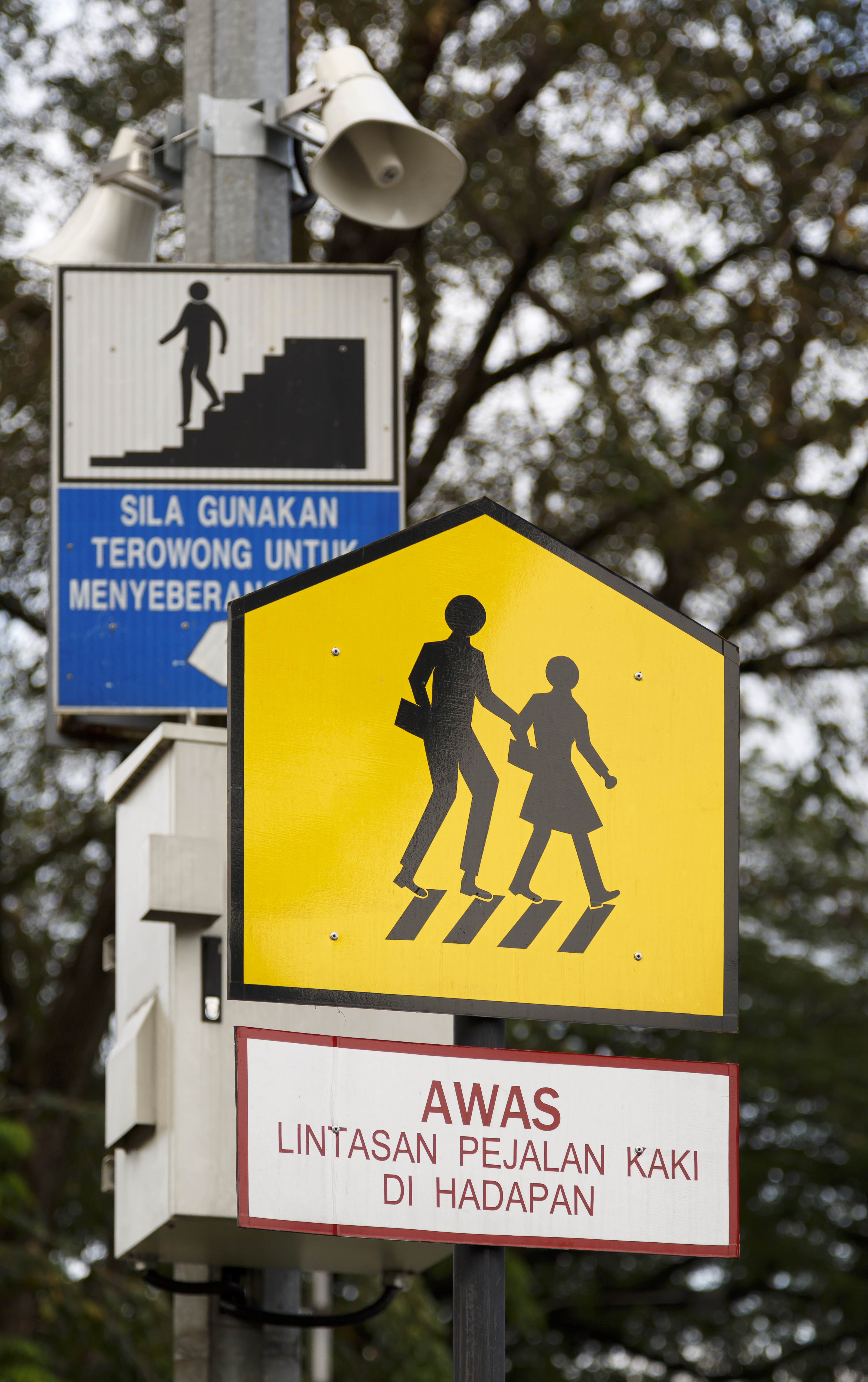
En Malaisie
Panneau indiquant un passage piéton au Japon
Passage piéton aux Philippines

- - L'Argentine emploie des panneaux d'avertissement de type européen pour signaler une situation nécessitant un surcroît d'attention. Les Philippines utilisent également ce type de panneau pour tous leurs signaux d'avertissement.

Panneau signalant un passage à niveau sans barrières en Argentine, une situation potentiellement dangereuse nécessitant un surcroît d'attention.
Panneau d'avertissement aux Philippines

- Les panneaux signalant un danger peuvent être constitués uniquement de texte.

#### Zone de travaux routiers
La plupart des pays utilisent des panneaux en forme de losange de couleurs orange ou jaune. L'Australie et les Philippines utilisent cependant des panneaux rectangulaires.

Panneau type MUTCD signalant des travaux.
Panneau signalant des travaux routiers en Australie

Panneau d'interdiction d'ancien type aux États-Unis

#### Panneaux d'interdiction et de restriction
- Tous les panneaux d'interdiction utilisent un cercle rouge barré, qui peut parfois être inclus dans un carré. Les panneaux de restriction utilisent un cercle rouge, comme en Europe. Ils peuvent eux aussi être inclus dans un carré.
  - Les panneaux d'interdiction du MUTCD étaient à l'origine composés de texte uniquement. Beaucoup d'entre eux sont toujours utilisés aux États-Unis.

- Le panneau de sens interdit peut contenir (ou pas) une indication textuelle. Dans quelques pays d'Amérique latine, une flèche contenue dans un cercle rouge barré est aussi utilisée.

Panneau de sens interdit comportant du texte
Sens interdit au Canada
Panneau de sens interdit utilisé au Mexique

#### Panneaux d'obligation

Couleur des panneaux d'obligation dans le monde

- Couleur des panneaux d'obligation dans le mondeLes panneaux d'obligation peuvent subir beaucoup de changements d'un pays à l'autre car le MUTCD ne leur mentionne pas d'usage spécifique. En effet, les panneaux du MUTCD équivalents sont classés dans les signaux de restriction.
  - De nombreux pays utilisent simplement des flèches soulignées du texte « ONLY » ou un équivalent. Ceci est le standard MUTCD.
  - Certains pays utilisent également des panneaux de type européen en forme de cercle de couleurs blanc sur bleu. Ce sont ceux de la Convention de Vienne.
  - Des pays d'Amérique Latine possèdent des panneaux identiques à ceux mentionnant une restriction, cerclés de rouge. Ce sont des « Panneaux d'obligation de Type B », comme mentionné dans la Convention de Vienne. Dans certains cas se rapportant au passage de véhicules spécifiques, ces panneaux peuvent être identiques à des panneaux d'interdiction européens.
  - Au Canada, les panneaux d'obligation sont insérés dans un cercle vert, cas unique au monde.

Panneau d'obligation type MUTCD
Panneau d'obligation de type B
Panneau d'obligation utilisé à Maurice.
Panneau d'obligation au Canada

#### Panneaux indicateurs
- La plupart des pays utilisent des panneaux blanc sur vert pour les autoroutes et pour indiquer une direction.
  - Le style exact de ces panneaux varie largement, même s'ils sont pour la plupart influencés par ceux du MUTCD
  - Le Chili, l'Irlande, le Japon et la Nouvelle-Zélande utilisent à la fois des panneaux à fond vert et à fond bleu, tout comme les Territoires du Nord-Ouest et l'Ontario au Canada.
  - La Malaisie présente à la fois des panneaux noir sur jaune et blanc sur vert.
  - Les panneaux blanc sur bleu sont parfois utilisés dans les aéroports et pour indiquer des toilettes.
  - Des panneaux blanc sur marron sont parfois utilisés pour indiquer des parcs naturels.

##### Galerie de panneaux indicateurs

Argentine
Australie
Brésil
Ontario
Canada
Québec
Chili
Colombie
Indonésie
Irlande
Japon
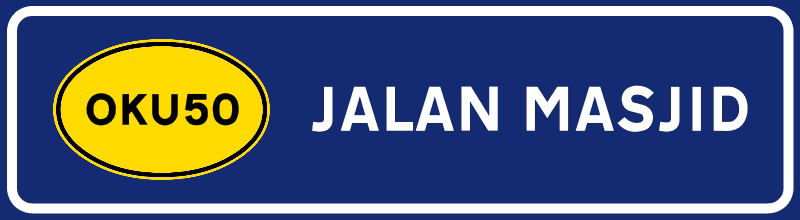
Malaisie
Mexique
Nouvelle-Zélande
Panama
Pérou
Philippines
États-Unis

## Table de comparaison des panneaux routiers
|                                                            | Argentine | Australie | Brésil | Canada anglophone | Québec | Chili | Colombie | Indonésie | Irlande | Japon | Malaisie | Mexique | Nouvelle Zélande | Panama | Pérou | Philippines | États-Unis | Uruguay |
| ---------------------------------------------------------- | --------- | --------- | ------ | ----------------- | ------ | ----- | -------- | --------- | ------- | ----- | -------- | ------- | ---------------- | ------ | ----- | ----------- | ---------- | ------- |
| Signalisation avancée d'un stop                            |           |           |        |                   |        |       |          |           |         |       |          |         |                  |        |       |             |            |         |
| Signalisation avancée d'un cédez-le-passage                |           |           |        |                   |        |       |          |           |         |       |          |         |                  |        |       |             |            |         |
| Signalisation avancée d'un feu de signalisation            |           |           |        |                   |        |       |          |           |         |       |          |         |                  |        |       |             |            |         |
| Signalisation avancée d'un rond-point                      |           |           |        |                   |        |       |          |           |         |       |          |         |                  |        |       |             |            |         |
| Route à 2x1 voies                                          |           |           |        |                   |        |       |          |           |         |       |          |         |                  |        |       |             |            |         |
| Signalisation avancée d'un passage à niveau sans barrières |           |           |        |                   |        |       |          |           |         |       |          |         |                  | ou     |       |             |            |         |
| Signalisation avancée d'un passage à niveau avec barrières |           |           |        |                   |        |       |          |           |         |       |          |         |                  |        |       |             |            |         |
| Traversée de tramway                                       |           |           |        |                   |        |       |          |           |         |       |          |         |                  |        |       |             |            |         |
| Passage à niveau                                           |           | ou        |        |                   |        |       |          |           |         |       |          |         | ou               |        |       | ou          |            |         |
| Passage à niveau (plusieurs voies)                         |           | ou        |        |                   |        |       |          |           |         |       |          |         | ou               |        |       |             |            |         |
|                                                            | Argentine | Australie | Brésil | Canada anglophone | Québec | Chili | Colombie | Indonésie | Irlande | Japon | Malaisie | Mexique | Nouvelle Zélande | Panama | Pérou | Philippines | États-Unis | Uruguay |
| Carrefour de deux routes                                   |           |           |        |                   |        |       |          |           |         |       |          |         |                  |        |       |             |            |         |
| Intersection avec une voie latérale                        |           |           |        |                   |        |       |          |           |         |       |          |         |                  |        |       |             |            |         |
| Bretelle d'insertion                                       |           |           |        |                   |        |       |          |           |         |       |          |         |                  |        |       |             |            |         |
| Début d'une route à chaussées séparées                     |           |           |        |                   |        |       |          |           |         |       |          |         |                  |        |       |             |            |         |
| Fin d'une route à chaussées séparées                       |           |           |        |                   |        |       |          |           |         |       |          |         |                  |        |       |             |            |         |
| Réduction du nombre de voies                               |           |           |        |                   |        |       |          |           |         |       |          |         |                  |        |       |             |            |         |
| Passage étroit                                             |           |           |        |                   |        |       |          |           |         |       |          |         |                  |        |       |             |            |         |
| Pont étroit                                                |           |           |        |                   |        |       |          |           |         |       |          |         |                  |        |       |             |            |         |
| Vent dangereux                                             |           |           |        |                   |        |       |          |           |         |       |          |         |                  |        |       |             |            |         |
| Passage d'avions à basse altitude                          |           |           |        |                   |        |       |          |           |         |       |          |         |                  |        |       |             |            |         |
| Forte pente en montée                                      |           |           |        |                   |        |       |          |           |         |       |          |         |                  |        |       |             |            |         |
| Forte pente en descente                                    |           |           |        |                   |        |       |          |           |         |       |          |         |                  |        |       |             |            |         |
|                                                            | Argentine | Australie | Brésil | Canada anglophone | Québec | Chili | Colombie | Indonésie | Irlande | Japon | Malaisie | Mexique | Nouvelle Zélande | Panama | Pérou | Philippines | États-Unis | Uruguay |
| Revêtement irrégulier                                      |           |           |        |                   |        |       |          |           |         |       |          |         |                  |        |       |             |            |         |
| Bosse sur la route                                         |           |           |        |                   |        |       |          |           |         |       |          |         |                  |        |       |             |            |         |
| Dos-d'âne                                                  |           |           |        |                   |        |       |          |           |         |       |          |         |                  |        |       |             |            |         |
| Revêtement glissant                                        |           |           |        |                   |        |       |          |           |         |       |          |         |                  |        |       |             |            |         |
| Gravillons                                                 |           |           |        |                   |        |       |          |           |         |       |          |         |                  |        |       |             |            |         |
| Fin de route goudronnée                                    |           |           |        |                   |        |       |          |           |         |       |          |         |                  |        |       |             |            |         |
| Courbe large                                               |           |           |        |                   |        |       |          |           |         |       |          |         |                  |        |       |             |            |         |
| Virage serré                                               |           |           |        |                   |        |       |          |           |         |       |          |         |                  |        |       |             |            |         |
| Esse                                                       |           |           |        |                   |        |       |          |           |         |       |          |         |                  |        |       |             |            |         |
| Série de virages rapprochés                                |           |           |        |                   |        |       |          |           |         |       |          |         |                  |        |       |             |            |         |
| Virage en épingle à cheveux                                |           |           |        |                   | ou     |       |          |           |         |       |          |         | ou               |        | ou    |             | ou         |         |
|                                                            | Argentine | Australie | Brésil | Canada anglophone | Québec | Chili | Colombie | Indonésie | Irlande | Japon | Malaisie | Mexique | Nouvelle Zélande | Panama | Pérou | Philippines | États-Unis | Uruguay |
| École                                                      |           |           |        |                   |        |       |          |           |         |       |          |         |                  |        |       |             |            |         |
| Enfants                                                    |           |           |        |                   |        |       |          |           |         |       |          |         |                  |        |       |             |            |         |
| Signalisation avancée d'un passage piétons                 |           |           |        |                   |        |       |          |           |         |       |          |         |                  |        |       |             |            |         |
| Passage piétons                                            |           |           |        |                   |        |       |          |           |         |       |          |         |                  |        |       |             |            |         |
| Traversée de cyclistes                                     |           | ou        |        |                   |        |       |          |           |         |       |          |         | ou               |        |       |             | ou         |         |
| Chute de pierres                                           |           |           |        |                   |        |       |          |           |         |       |          |         |                  |        |       |             |            |         |
|                                                            | Argentine | Australie | Brésil | Canada anglophone | Québec | Chili | Colombie | Indonésie | Irlande | Japon | Malaisie | Mexique | Nouvelle Zélande | Panama | Pérou | Philippines | États-Unis | Uruguay |
| Pont mobile                                                |           |           |        |                   |        |       |          |           |         |       |          |         |                  |        |       |             |            |         |
| Véhicules d'urgence                                        |           |           |        |                   |        |       |          |           |         |       |          | ou      |                  |        |       |             |            |         |
| Tracteurs                                                  |           |           |        |                   |        |       |          |           |         |       |          |         |                  |        |       |             | ou         |         |
| Traversée d'animaux sauvages                               |           |           |        |                   |        |       |          |           |         |       |          |         |                  |        |       |             |            |         |
| Présence de cavaliers                                      |           |           |        |                   |        |       |          |           |         |       |          |         | ou               |        |       |             |            |         |
| Tunnel                                                     |           |           |        |                   |        |       |          |           |         |       |          |         |                  |        |       |             |            |         |
|                                                            | Argentine | Australie | Brésil | Canada anglophone | Québec | Chili | Colombie | Indonésie | Irlande | Japon | Malaisie | Mexique | Nouvelle Zélande | Panama | Pérou | Philippines | États-Unis | Uruguay |